# 風を食む
「風を食む」 (かぜをはむ)は、日本のロックバンドヨルシカの楽曲。デジタル配信限定シングルとしてユニバーサルJより2020年10月7日に各音楽配信サービスにてリリースされた。

## 概要
- 曲についてのテーマとして、ヨルシカのコンポーザーであるn-bunaは次のようにコメントしている。

| 「 | タップひとつで物が買える現代社会で、消費することに疲れてしまった心を、最後に優しく包むような曲を書きたいと思いました | 」 |

## 収録内容
| #         | タイトル     | 作詞・作曲・編曲 | 時間 |
| --------- | ------------ | ---------------- | ---- |
| 1.        | 「風を食む」 | n-buna           | 4:29 |
| 合計時間: | 合計時間:    | 合計時間:        | 4:29 |

## タイアップ
風を食む
TBS系『NEWS23』エンディングテーマ